# Palazzo di Livadija
Il Palazzo di Livadija (in ucraino: Лівадійський палац - Livadijs'kij palac; in russo: Ливадийский дворец - Livadijskij dvorec; in tataro di Crimea: Livadiya sarayı) era la residenza estiva dell'ultimo zar di Russia, Nicola II, e della sua famiglia a Livadija, in Crimea. Nel 1945 nel palazzo ebbe luogo la Conferenza di Jalta, e lo stesso palazzo divenne residenza di Franklin Delano Roosevelt e di altri membri della delegazione statunitense. Oggi il palazzo è un museo, ma è stato in passato utilizzato dalle autorità ucraine per summit internazionali.

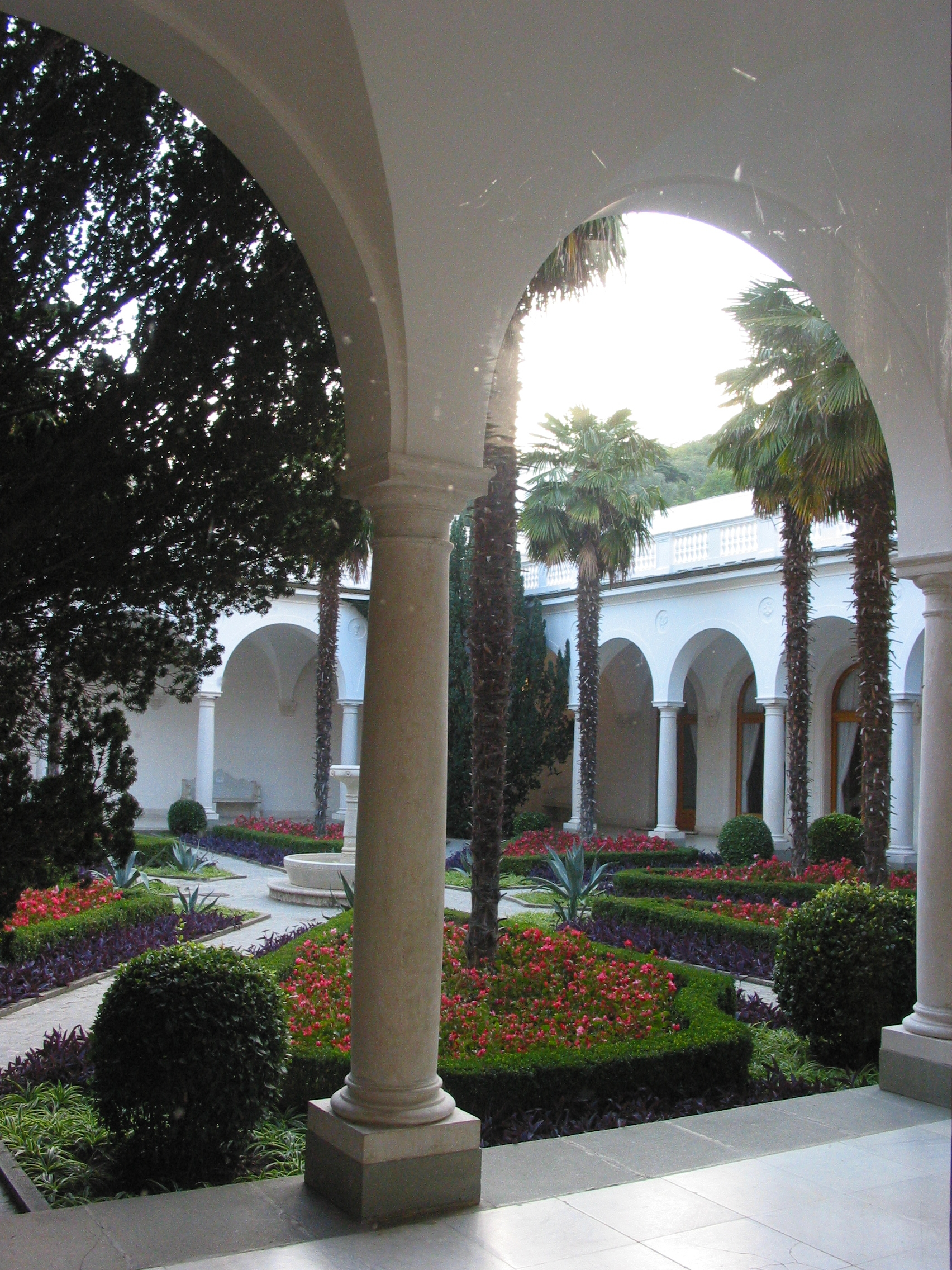
Corte italiana del Palazzo di Livadija

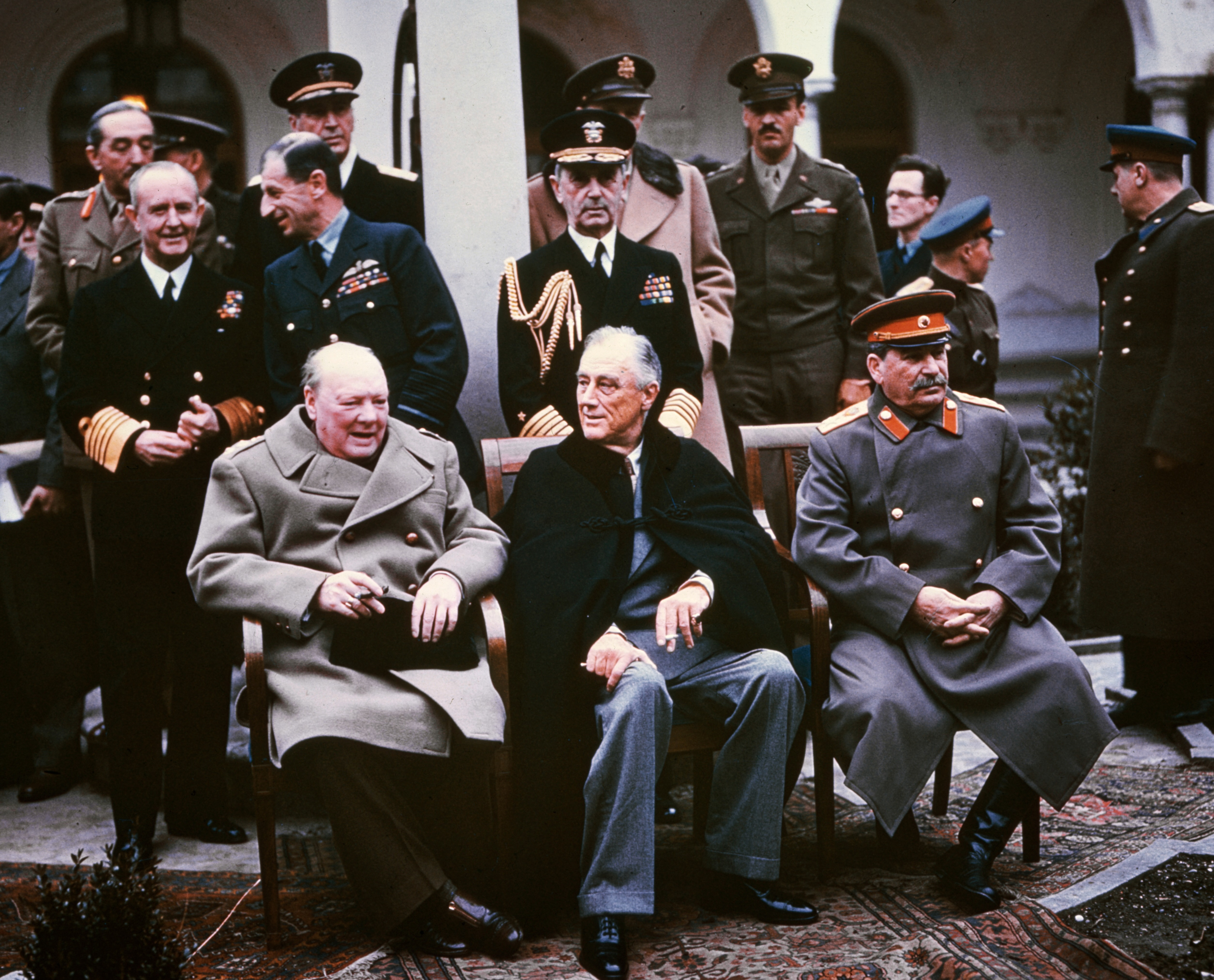
Roosevelt, Churchill e Stalin durante la Conferenza

## Storia
Originariamente possesso della famiglia Potocki, Livadia divenne una residenza estiva della famiglia imperiale russa a partire dagli anni Sessanta dell'Ottocento, quando l'architetto Ippolit Monighetti costruì un grande palazzo, un piccolo palazzo e una chiesa. La residenza era frequentata da Alessandro II di Russia, mentre il suo successore Alessandro III morì proprio nel palazzo piccolo. Forse a causa di un'associazione con gli ultimi spiacevoli avvenimenti, il figlio di Alessandro III, Nicola, decise di demolire entrambi i palazzi e rimpiazzarli con una struttura di maggiori dimensioni.
Nel 1909, Nicola e la moglie compirono un viaggio in Italia dove vennero affascinati dai palazzi rinascimentali mostrati loro da Vittorio Emanuele III in persona. Una volta fatto ritorno, ingaggiarono Nikolaj Krasnov – l'architetto più in voga a Jalta, già responsabile del progetto per la residenza granducale di Koreiz – per preparare i progetti per un nuovo palazzo imperiale. Il diario dello zar testimonia come il disegno sia in realtà stato discusso insieme alla famiglia imperiale; si decise infine che tutte e quattro le facciate del palazzo dovessero essere differenti. I lavori di costruzione durarono diciassette mesi; il nuovo palazzo venne inaugurato l'11 settembre 1911. La granduchessa Olga festeggiò il suo sedicesimo compleanno nel novembre di quell'anno al Palazzo di Livadija.
Il palazzo venne in seguito utilizzato come istituto di igiene mentale, e attualmente ospita un museo. La maggioranza dei manufatti storici è andata perduta, ma tutto ciò che è stato salvato è visibile a poco prezzo. Nel 2007 il palazzo è stato riconosciuto come un "punto di riferimento della storia moderna" dal progetto delle Sette meraviglie dell'Ucraina.

## Architettura

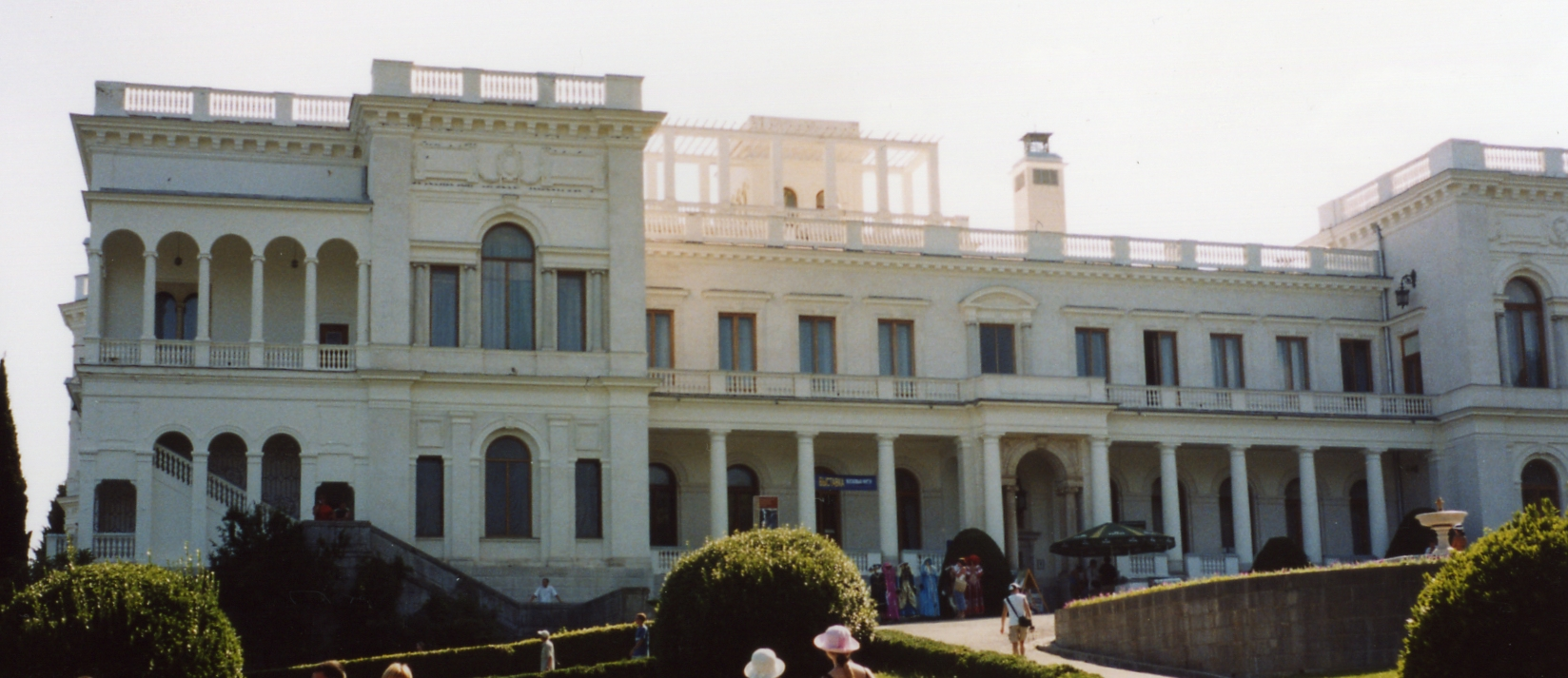
Il Grande Palazzo di Livadija, facciata est con torre alla fiorentina

Il Palazzo di Livadija è costruito in granito bianco di Crimea in stile neorinascimentale. L'edificio presenta un portico voltato in marmo di Carrara, uno spazioso patio in stile arabesco, un patio all'italiana, una torre fiorentina, finestre bramantesche, una "terrazza-belvedere" e multiple rientranze con vasi di diaspro. Una galleria collega il palazzo con la chiesa neo-bizantina dell'Esaltazione della Croce, costruita dal Monighetti nel 1866.
Il palazzo contiene 116 stanze, con interni arredati in stili diversi.

### Piano terra
Al piano terra si trovano alcune stanze da ricevimento, gli alloggi privati dell'erede al trono e quelli del granduca Michele suo cugino. 
Si entra in un vestibolo in stile pompeiano dal quale si accede a destra a una sala da ballo e a sinistra attraverso una sala d'attesa e la stanza del segretario dello Zar alla sala delle udienze di Nicola II. Dietro questa stanza si trova la sala da biliardo di Nicola II stesso. Dal vestibolo si accede poi a un corridoio che attraversa il palazzo conducendo in fondo agli alloggi privati; su questo corridoio si affacciano poi le due scalinate che conducono al primo piano. 
L'alloggio dell'erede al trono si compone di sei stanze: anticamera, salotto, studio, camera da letto, guardaroba e bagno. Adiacente a questo appartamento si trovano una camera da letto e un altro bagno utili all'alloggio del medico personale del principe ereditario. 
L'appartamento del granduca è meno esteso: camera da letto con guardaroba e bagno nonché un salotto. 

### Primo piano
Al primo piano si trovano gli alloggi di Nicola II, di sua moglie e delle loro quattro figlie.
Lo Zar e la Zarina disponevano di una camera da letto comune, ciascuno aveva comunque il proprio guardaroba e il proprio bagno. La Zarina aveva poi una sua biblioteca e un suo salotto così come lo Zar disponeva di una sua biblioteca e di un suo studio, adiacente al quale vi è la stanza del suo segretario. 
Oltre le stanze della Zarina si trova la sala da pranzo di famiglia e le stanze delle quattro granduchesse figlie della coppia. Si compongono di un salotto, di uno studio, di due camere da letto con bagno e guardaroba in comune e di una sala da ricevimento.